# Відносини Федеративні Штати Мікронезії — Європейський Союз
Відносини Федеративних Штатів Мікронезії та Європейський Союзта Європейського Союзу — це зовнішні відносини між країною Федеративних Штатів Мікронезії та Європейським Союзом. Співпраця між Мікронезією та Європейським Союзом була започаткована в 2000 році, коли країна приєдналася до Організації держав Африки, Карибського басейну та Тихого океану, і розвивається в рамках Угоди Котону в рамках більш широкого співробітництва АКТ-ЄС. Дві сторони офіційно оформили свої прямі дипломатичні відносини 18 квітня 2002 року, коли посол Європейського Союзу Франс Баан (який проживає в Представництві Європейського Союзу для тихоокеанського регіону в Суві, Фіджі) взяв участь у церемонії вручення дипломатичних грамот у Палікірі. У 2008 році призначений національний уповноважений для програм ЄС Фабіан Німеа відвідав декілька країн-членів ЄС, щоб сприяти подальшій співпраці між своєю країною та Європейським Союзом.
У своїй донорській політиці Європейський Союз визнає особливу роль допомоги Сполучених Штатів у багатьох секторах, включаючи освіту та охорону здоров'я, і тому зосереджений на створенні синергії розвитку. Європейський фонд розвитку виділив 17 мільйонів євро на період між 2014 і 2020 роками для подолання деяких критичних наслідків зміни клімату, включаючи впровадження стійких джерел енергії, управління надзвичайними ситуаціями та захист навколишнього середовища. Разом з Маршалловими Островами та Палау Мікронезія співпрацювала з Європейським Союзом у рамках проекту ЄС–Північна Тихий океан–Готовність до Ель-Ніньйо (RENI) на 2017-2020 роки з бюджетом 4,5 млн євро. У 2016 році дві сторони підписали угоду про скасування короткострокового візового режиму. Загальний мізерний імпорт ЄС з Мікронезії становив близько 129 000 євро в 2019 році, при цьому 63% експорту Мікронезії до ЄС номінально відповідали Загальній системі преференцій, але лише 74% прийнятних товарів фактично використовують їх.